# Taylor Township (Illinois)
Die Taylor Township ist eine von 24 Townships im Ogle County im Norden des US-amerikanischen Bundesstaates Illinois.

## Geografie
Die Taylor Township liegt im Norden von Illinois am linken Ufer des Rock River rund 150 km westlich von Chicago. Die Grenze zu Wisconsin verläuft rund 70 km nördlich und der Mississippi, der die Grenze zu Iowa bildet, rund 70 km westlich.
Die Taylor Township liegt auf 41°54′35″ nördlicher Breite und 89°20′09″ westlicher Länge und erstreckt sich über 40,1 km². 
Die Taylor Township liegt im Süden des Ogle County und grenzt im Süden an das Lee County. Innerhalb des Ogle County grenzt die Taylor Township im Westen an die Grand Detour Township, im Nordwesten an die Pine Creek Township, im Norden an die Oregon-Nashua Township, im Nordosten an die Pine Rock Township und im Osten an die LaFayette Township.

## Verkehr
Die einzige asphaltierte Landstraße innerhalb der Taylor Township ist der County Highway 22. Alle weiteren Straßen sind weiter untergeordnete und unbefestigte Fahrwege.
Der nächstgelegene Flugplatz ist der 15 km nordöstlich gelegene Ogle County Airport; der nächstgelegene größere Flughafen ist der rund 45 km nördlich der Township gelegene Chicago Rockford International Airport am südlichen Stadtrand von Rockford.

## Bevölkerung
Bei der Volkszählung im Jahr 2010 hatte die Township 815 Einwohner. Neben Streubesiedlung existiert in der Taylor Township mit Lost Nation nur eine (gemeindefreie) Siedlung.